# Torre normanna (Craco)
La torre normanna di Craco è una fortificazione risalente circa al 1040.

## Storia

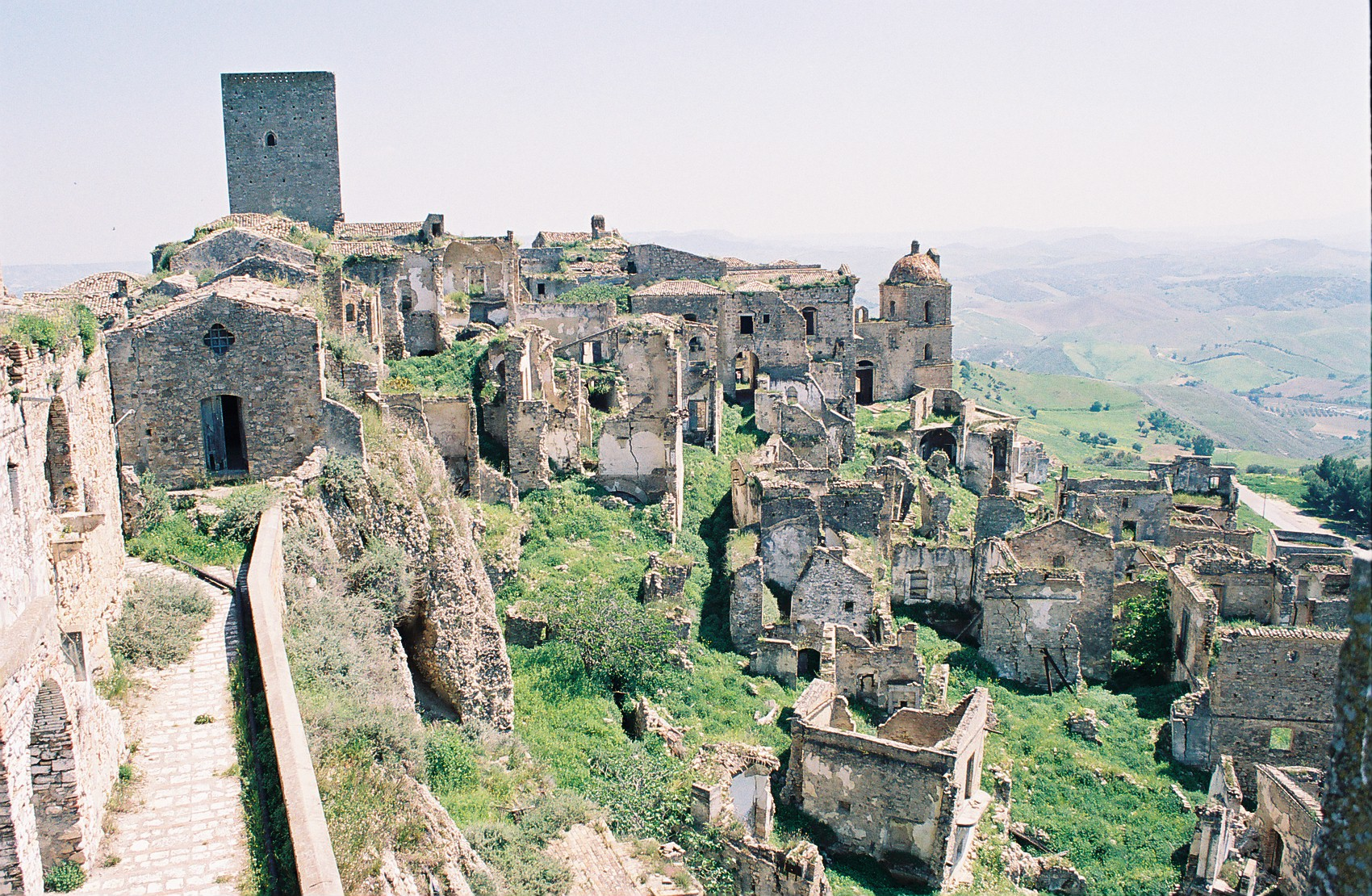
Vista del paese di Craco con la torre in alto a sinistra

In epoca normanna, Craco era una pertinenza della diocesi di Tricarico (1060). Nel luglio 1128 il paese venne occupato dall'esercito di Ruggero, duca di Puglia e figlio di Roberto il Guiscardo; secondo quanto riportato nel Catalogus baronum (1161-1167), il borgo apparteneva a Erberto. Il castello probabilmente era già stato edificato in questo periodo. Il 29 dicembre 1239 nel castello vengono rinchiusi dei prigionieri lombardi per ordine di Federico II di Svevia. Nei primi anni del 1800 la torre è annessa all'adiacente palazzo dell'allora duca Francesco Vergara, che passò poi ai Maronna e, infine, al Comune di Craco, il quale lo utilizzò come serbatoio idrico. Nel 2012 la torre è stata restaurata.